# Strzeleczki (gmina)
Strzeleczki est une gmina rurale du powiat de Krapkowice, Opole, dans le sud-ouest de la Pologne. Son siège est le village de Strzeleczki, qui se situe environ 8 km à l'ouest de Krapkowice et 23 km au sud de la capitale régionale Opole.
La gmina couvre une superficie de 117,26 km2 pour une population de 7 938 habitants.

## Géographie
La gmina inclut les villages de Strzeleczki, Buława, Dobra, Dziedzice, Komorniki, Kopalina, Kujawy, Łowkowice, Moszna, Nowy Bud, Nowy Młyn, Pisarzowice, Racławiczki, Ścigów, Serwitut, Smolarnia, Urszulanowice, Wawrzyńcowice, Zbychowice et, Zielina
La gmina borde les gminy de Biała (Zülz), Głogówek (Oberglogau), Gogolin, Krapkowice et Prószków (Proskau).